# Sigrid Hjertén
Sigrid Hjertén (ur. jako Sigrid Maria Hjertén 27 października 1885 w Sundsvall, zm. 24 marca 1948 w Sztokholmie) – szwedzka malarka, żona malarza Isaaca Grünewalda w latach 1911–1937, matka Ivána Grünewalda (1911–1996), również malarza.
Sigrid Hjertén początkowo (do 1909 roku) zajmowała się tkactwem artystycznym. Po spotkaniu Isaaca Grünewalda w 1909 roku zainteresowała się malarstwem. Jest kojarzona z modernistycznym przełomem w sztuce szwedzkiej ok. 1910 roku. Po przyjeździe do Paryża została, razem z innymi szwedzkimi artystami, uczennicą Henriego Matisse’a. W 1911 roku wyszła za Isaaca Grünewalda. W latach 20. XX wieku przebywała we Francji, gdzie wykształciła własny styl, określany jako barwny ekspresjonizm. Szczyt jej twórczości przypadł na lata 30. XX wieku. Znaczenie jej twórczości malarskiej dla modernistycznego przełomu w sztuce szwedzkiej ugruntowały dwie wystawy jej prac: w 1935 roku w Göteborgs Konsthall w Göteborgu i w roku następnym w sztokholmskiej Konstakademien.
W 1937 roku w wyniku postępującej choroby psychicznej zaprzestała czynnego malowania. Rozwiodła się z Grünewaldem, a ostatnie lata życia spędziła w szpitalu Beckomberga w Sztokholmie, w którym zmarła po nieudanej operacji lobotomii.
Sigrid Hjertén malowała pejzaże, portrety i martwe natury. Stworzyła kilka tysięcy dzieł: obrazów olejnych, akwarel, szkiców i rysunków. Choć w swej twórczości była pod wpływem malarstwa francuskiego i niemieckiego ekspresjonizmu, to jej prace mają całkowicie samodzielny charakter. W swoim kraju należy do najbardziej lubianych artystek – mistrzyń koloru.

## Życiorys

### Lata 1885–1909. Dzieciństwo i młodość
Ojcem Sigrid, Svante Hjertén, był z zawodu adwokatem; matka, Maria Rahm, zajmowała się domem. W 1888 roku, kiedy Sigrid miała 2 i pół roku, zmarła jej matka, która chorowała na gruźlicę. Ojciec nie radził sobie z prowadzeniem domu oraz wychowywaniem Sigrid i jej brata Gustava. Po blisko 10 latach ożenił się z Torą Östberg, która była gosposią w domu Hjerténów. W 1897 roku wszyscy przeprowadzili się do Sztokholmu. Brat Tory, Ragnar dostrzegł w Sigrid talent artystyczny i zachęcał ją do jego rozwijania. Sigrid ukończyła 4-letnią szkołę dla dziewcząt po czym w 1903 roku wstąpiła do Tekniska Skolan, która była szkołą przygotowawczą do wyższej uczelni – Högre konstindustriella skolan (obecnie Konstfack); tam została przyjęta na jesieni 1905 roku. Studiowała tkactwo artystyczne. Wiosną 1908 roku ukończyła szkołę z dyplomem nauczycielki rysunku, po czym zaczęła pracować w firmie Sjölmy Giöbel. W wolnych chwilach często odwiedzała Nordiska museet w Sztokholmie, gdzie kopiowała kilimy i gobeliny.
Przełom w jej życiu nastąpił, gdy w 1909 roku zetknęła się z malarzem Isaakiem Grünewaldem, który przyjechał na krótko z Paryża do Sztokholmu. Grünewald był już w tym czasie dosyć znaną postacią w artystycznym świecie Szwecji, był bowiem członkiem założonego w 1908 ugrupowania artystycznego De Unga (pol. Młodzi), skupionego wokół malarza Birgera Simonssona. Ugrupowanie to zorganizowało 3 marca 1909 roku w Hallins konsthandel w Sztokholmie wystawę, uznaną później za przełom modernistyczny w sztuce szwedzkiej.
W tym samym roku również Sigrid Hjertén miała swą pierwszą wystawę. Było to niezwykłym wydarzeniem, jako że była młodą, nieznaną absolwentką i w dodatku kobietą. Kiedy pokazała Grünewaldowi swój ręcznie wiązany kilim, wystawiony w oknie, ten wyraził się z uznaniem o jej zmyśle kolorystycznym i zaproponował zajęcie się malarstwem. Sigrid Hjertén, która początkowo zamierzała wyjechać do Anglii, żeby kształcić się dalej w swojej specjalności, zrezygnowała z tego wyjazdu i we wrześniu 1909 roku wyjechała razem z Grünewaldem do Paryża.

### Lata 1910–1920. Edukacja i działalność artystyczna

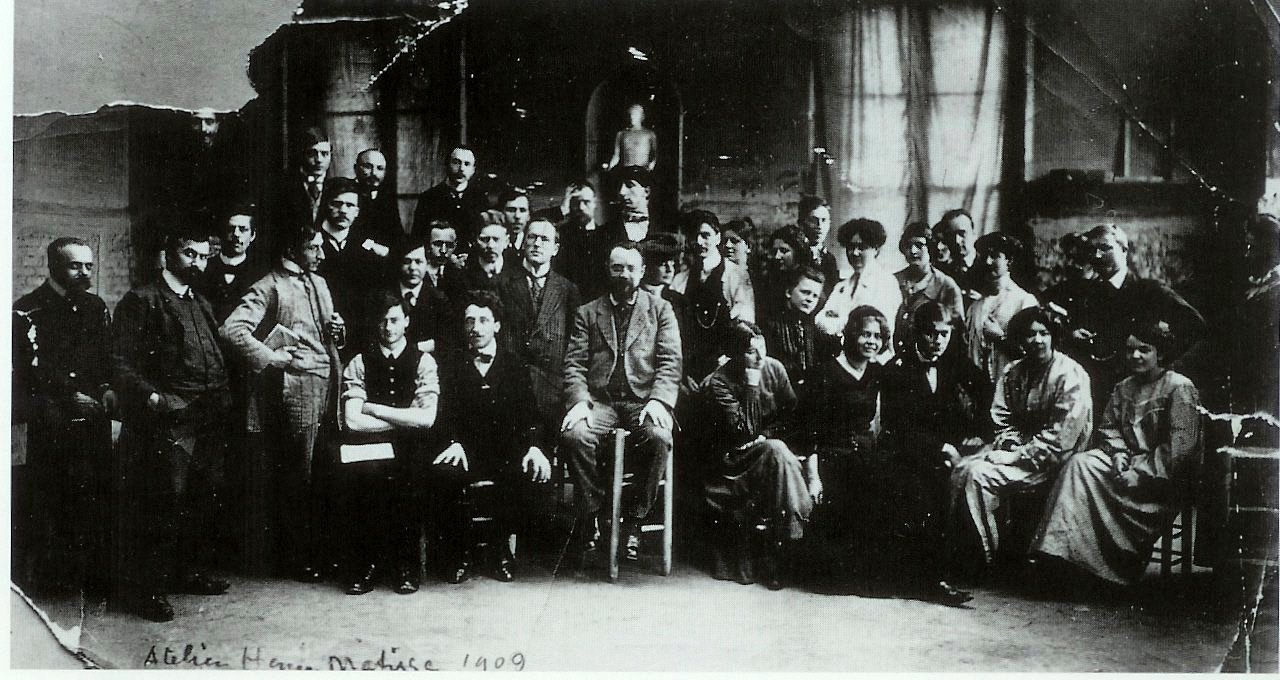
Henri Matisse i jego studenci. On sam siedzi pośrodku na podwyższonym krześle. Za nim stoi Isaac Grünewald. Sigrid Hjertén siedzi w dolnym rzędzie druga od prawej

W Paryżu w styczniu 1910 roku Sigrid Hjertén wstąpiła do Académie Matisse. Akademię założył Henri Matisse. Działała ona od stycznia 1908 roku do lata 1911. Jej członkami byli w tym czasie, poza Grünewaldem, inni szwedzcy malarze jak: Carl Palme, Arthur Carlson-Percy, Leander Engström, Einar Jolin, Birger Simonsson, Edward Hald, Hadar Jönzén, Tor Bjurström, Maj Bring i Arvid Fougstedt. Sigrid Hjertén szybko stała się ulubienicą Matisse’a ze względu na swój talent i niebanalne podejście do sztuki. Jednocześnie sama znalazła się pod jego silnym wpływem. Sam Matisse nie uważał siebie za rewolucyjnego twórcę, a jako ojca sztuki nowoczesnej traktował Cézanne’a. W malarstwie Sigrid Hjertén uwidoczniły się wpływy ich obu. Pobyt w Paryżu oznaczał dla niej nie tylko zapoznanie się z wielkomiejskim życiem, ale dzięki kontaktom z innymi artystami i poetami jak Guillaume Apollinaire, Max Jacob i Jules Pascin, okazał się też bardzo ważny dla jej rozwoju.
3 kwietnia 1910 i 3 maja 1911 roku De Unga organizowali 2 kolejne wystawy swoich prac w Sztokholmie, po czym zakończyli działalność. Jesienią 1911 roku, jeszcze w Paryżu, niektórzy spośród uczniów Matisse’a założyli ugrupowanie artystyczne De åtta (Ośmiu). W jego skład weszli: Tor Bjurström, Leander Engström, Isaac Grünewald, Albert Hoffsten, Sigrid Hjertén i Einar Jolin. Wkrótce potem Hoffsten opuścił grupę a dołączyli do niej: August Lundberg, Gösta Sandels i Nils Dardel. Debiut wystawienniczy grupy miał miejsce 17 maja 1912 roku. Był to również debiut Sigrid Hjertén. Artyści skupieni w De åtta zaczęli teraz nazywać siebie ekspresjonistami. Termin ekspresjonizm został zaczerpnięty z rozprawy Matisse’a Notes d’un peintre: „ce que je poursuis par-dessus tout, c'est expressionism”. Opinie krytyki były stosunkowo płytkie i słabe, nawet jeśli zawierały takie określenia jak: „formalne eksperymenty w stylu Cézanne’a”, „dekoracyjny ekspresjonizm” czy, jak w przypadku Sigrid Hjertén, „łagodny i zachwycający dźwięk i echo”. Tym niemniej wystawa doprowadziła do sprecyzowania, czym jest ekspresjonizm w Szwecji. Miała ona jasny i ewidentnie pragmatyczny charakter, pomimo indywidualnych wariantów, a szwedzcy ekspresjoniści nigdy przedtem nie wyrazili tak otwarcie swojej chęci zreformowania tradycyjnej kultury artystycznej.
W listopadzie 1911 roku Sigrid Hjertén i Isaac Grünewald pobrali się; Sigrid dodała nazwisko męża do swojego i odtąd oficjalnie nazywała się Hjertén-Grünewald. 26 listopada urodził się ich jedyny syn, Iván.
Gdy Academie Matisse zakończyła działalność, artystka zdecydowała się wrócić do Sztokholmu. W drodze powrotnej zatrzymała się w Ferolles nad Atlantykiem, gdzie namalowała kilka pejzaży inspirowanych Cézannem, kolejnym francuskim malarzem, który wtedy wywarł wpływ na jej twórczość; jemu właśnie poświęciła po powrocie do Sztokholmu w 1911 roku swój artykuł. Zanim Sigrid Hjertén-Grünewald dotarła do celu, zatrzymała się raz jeszcze, w Amsterdamie, gdzie miała okazję podziwiać obrazy jednego ze swoich faworytów, Vincenta van Gogha.
Teoretyk i krytyk sztuki, August Brunius w 1913 roku tak sformułował swoje poglądy na ekspresjonizm:

Ekspresjonizm to nie szkoła, to nie tylko nowa metoda, ale to przede wszystkim poczucie przekornej młodości, potrzeby niezależności i gwałtownej reakcji na przymus rzeczywistości.

12 kwietnia 1913 roku Isaac i Sigrid mieli pierwszą wspólną wystawę w Hallins konsthandel. W tym samym roku zamieszkali w Sztokholmie przy Katarinavägen, a w 1914 roku zajęli obszerne atelier w rejonie w Stadsgården. Sigrid zaczęła z upodobaniem malować widoki z okna, w różnych porach roku. W latach 1915–1918 namalowała około 30 portretów syna, w domu i podczas spaceru. Wzorem był tu Matisse i jego syn Pierre.
W tym samym czasie oboje mieli okazję uczestniczyć w 2 ważnych wystawach, które wywarły istotny wpływ na ich dalszą działalność artystyczną. Pierwszą z nich była wystawa w Malmö w 1914 roku, gdzie zetknęli się z malarstwem rosyjskim a drugą wystawa Der Sturm w Berlinie, w której wzięli udział także Einar Jolin i Edward Hald. Tu z kolei szwedzcy artyści mieli możliwość zapoznania się z ekspresjonizmem niemieckim a zwłaszcza z osiągnięciami grup Die Brücke i Der Blaue Reiter. Wystawa ta nosiła tytuł Schwedische Expressionisten. Galerię i zarazem wydawnictwo Der Sturm prowadził Herwarth Walden, a do zaproszenia przez niego szwedzkich artystów na wystawę mógł przyczynić się fakt, iż jego żoną była szwedzka artystka Nell Walden. W marcu 1915 roku w liście do Isaaca Grünewalda Walden napisał, że zamierza zaprosić na wystawę szwedzkich malarzy, zastrzegając jednocześnie, że mają to być wyłącznie malarze oryginalni. Walden zatrzymał kilka prac Sigrid Hjertén-Grünewald do przyszłych ekspozycji, z kolei jeden z jej rysunków znalazł się na okładce czerwcowego wydania Der Sturm. W listopadzie 1915 roku została zorganizowana kolejna wystawa, Sammlung Walden, na której zaprezentowano prace artystów z kręgu Der Sturm. Sigrid Hjertén-Grünewald wystawiła na niej obraz olejny Knabe am Fenster oraz rysunek Knabe.
W 1916 roku wraz z mężem wystawiała w Akademii Valand w Göteborgu, wzięła też udział w wystawie Den Fries w Kopenhadze.
W lutym i marcu 1917 roku uczestniczyła w grupowej wystawie w Bazylei, zorganizowanej przez artystów Der Sturm. W tym samym roku wzięła udział w wystawie zorganizowanej w sztokholmskiej Liljevalchs konsthall przez Föreningen Svenska Konstnärinnor (Związek Artystek Szwedzkich).
W 1918 roku w Liljevalchs konsthall miała miejsce duża wystawa dzieł szwedzkich ekspresjonistów. Wzięli w jej udział: Isaac Grünewald, Sigrid Hjertén-Grünewald i Leander Engström. Organizatorem wystawy był Isaac Grünewald, który wynajął wszystkie 13 sal na cel wystawowe. Swoje prace wystawił w 7 salach, podczas gdy Sigrid Hjertén-Grünewald – w 3, prezentując 168 swoich prac, w tym 73 obrazy. Prace, które oboje zaprezentowali, pochodziły z drugiej dekady XX wieku i nosiły wpływy ekspresjonizmu. Krytyka nie pozostawiła na artystach suchej nitki. Wpływowy wówczas krytyk sztuki, Albert Engström, tak określił Sigrid Hjertén-Grünewald i jej sztukę:

Ona wygląda na owładniętą perwersyjną tęsknotą wyłącznie za deformacjami. Na Boga! W jej idiotycznych bazgrołach nie ma żadnej sztuki!

Jedynym, który odważył się wówczas wziąć w obronę jej twórczość był wspomniany już August Brunius. Określił on Sigrid Hjertén-Grünewald między innymi jako osobę bardziej utalentowaną od jej męża. Opór ówczesnej krytyki zawierał nutkę antysemityzmu, a mąż Sigrid był nawet przez jakiś czas ofiarą kampanii antysemickiej z powodu swego żydowskiego pochodzenia. Publiczność przyjęła jednak wystawę entuzjastycznie, a wpływy z biletów i dochód ze sprzedanych prac dały artystom ponad 8 mln koron szwedzkich w przeliczeniu na dzisiejszą wartość.
W grudniu 1918 roku Sigrid Hjertén-Grünewald uczestniczyła w zorganizowanej przez Waldena w Kopenhadze wystawie International Kunst Expressionister og Kubister.

### Lata 1920–1931. Pobyt we Francji
W latach 1920–1931 rodzina Grünewaldów mieszkała we Francji. Zwłaszcza pierwsza połowa dekady była szczęśliwym i harmonijnym okresem w malarstwie Sigrid, która nie znosiła wielkich miast i marzyła o spokojniejszym życiu na wsi. Tematem licznych prac z tego okresu jest codzienność. W tym okresie miały miejsce liczne wyjazdy na francuską prowincję. Przez kilka lat rodzina Grünewaldów wynajmowała gospodarstwo w Prowansji, gdzie powstały liczne szkice będące podstawą dla szeregu obrazów Sigrid Hjertén namalowanych przez nią w latach 30. Rodzinne podróże malarskie po Francji ułatwiało posiadanie samochodu, który Isaac Grünewald zakupił na początku lat 20
Rodzina była dla Sigrid bardzo ważna, starała się utrzymać ją razem. Jej relacje z mężem były skomplikowane. Z jednej strony darzyła go szczerym uczuciem miłości, wspierała w walce o uznanie nowego malarstwa i doceniała jego umiejętności organizacyjne przy urządzaniu ich kolejnych wystaw, a z drugiej – czuła się trochę niedowartościowana, pozostająca w jego cieniu.
Z czasem pojawiły się napięcia w ich małżeńskim życiu. Isaac Grünewald często wyjeżdżał do Szwecji, gdzie miał wystawy i zlecenia i zostawiał żonę samą z synem. Mówił, że jego marzeniem od dawna było posiadać kawałek ziemi z domem i ogrodem.

Ale kiedy człowiek, jak ja, jest żonaty z wędrującym Żydem, dla którego dom tu czy chałupa tam to wszystko jedno, zdaje się trudno będzie to marzenie urzeczywistnić.

Był jeszcze jeden powód napięć między nimi – u Sigrid zaczęła się rozwijać choroba psychiczna. Zaczęła miewać napady depresji. Spała długo, zamknięta w swoim pokoju a wstawała po południu. Jedyną jej przyjaciółką w tym okresie była siostra Isaaca, Bertha, która w 1920 roku przyjechała razem z nimi do Francji, by pomagać w opiece nad Ivánem; pozowała też czasem do obrazów Sigrid. Pod koniec lat 20. objawy maniakalno-depresyjne u Sigrid stawały się coraz częstsze. Według jej najbliższego otoczenia zaczęła być przesadnie podejrzliwa. Ciężko znosiła też ataki antysemickie na jej męża.
W działalności twórczej jej mottem była praca bez kompromisów. Sama stawiała sobie wysokie wymagania, ale jednocześnie wydawało się, iż trudno znosiła przeciwności losu. Przez wiele lat była wystawiona na krytykę ze strony establishmentu, częściowo dlatego, iż była kobietą. To też była przyczyna jej załamania nerwowego.

### Lata 1932–1938. Początki choroby
Wiosną Sigrid Hjertén 1932 roku miała nagłą zapaść w Paryżu i musiała wracać do Szwecji. Kiedy powróciła, symptomy choroby, zdiagnozowanej jako schizofrenia były już odczuwalne. Poddała się leczeniu w szpitalu psychiatrycznym Beckomberga w Sztokholmie, do którego została przyjęta 31 marca 1932 roku. Wypisana została 12 marca 1934 roku. Zaczęła ponownie malować widoki ze swojej pracowni. Obrazy te stały się szczególnie sławne ze względu na obecne w nich jako motyw czerwone dźwigi. Kiedy doszła do zdrowia, wyjechała z całą rodziną w podróż samochodem po południowej Europie, a we wrześniu tego samego roku sama udała się na Sycylię, gdzie przebywała do marca 1935 roku.
Po powrocie do Szwecji miała dwie wystawy swoich prac: w 1935 roku w Göteborgs konsthall, gdzie wystawiała swoje prace wspólnie z mężem i z synem i w 1936 roku w Konstakademien w Sztokholmie, gdzie miała swą pierwszą indywidualną wystawę. Ta ostatnia okazała się jej sukcesem. Na wystawie zaprezentowano blisko 500 prac Hjertén, więcej niż kiedykolwiek przedtem. Po tych dwóch wystawach okazało się, jak duże znaczenie ma jej twórczość malarska dla modernistycznego przełomu w sztuce szwedzkiej.
Jesienią stan zdrowia artystki znów się pogorszył. 21 października 1936 roku została ponownie przyjęta do szpitala Beckomberga. Nawrót choroby zmusił ją do zaprzestania malowania, tylko sporadycznie powracała do swego ulubionego zajęcia. W 1937 roku Isaac Grünewald rozwiódł się z żoną. Jeszcze w tym samym roku ożenił się z Märtą Grundell. W 1938 roku został profesorem na Konsthögaskolan w Sztokholmie. W 1946 roku zginął z żoną w wypadku lotniczym w Norwegii.

### Lata 1938–1948. Pobyt w szpitalu i śmierć
W 1938 roku Sigrid Hjertén malując w szpitalu jeden ze swych ostatnich obrazów, poświęcony prawdopodobnie jej osobistej pielęgniarce wyznała:

Moje pomysły się wypaliły. Nie mam już nic do namalowania. Tracę tu codziennie cząstkę siebie. Malowanie skończone.

W 1939 Sigrid Hjertén ostatecznie przestała malować.
Ostatnie 10 lat życia Sigrid Hjertén stały pod znakiem jej pobytu w szpitalu Beckomberga w Sztokholmie. W tym czasie odwiedzał ją syn. Ona sama poznała tam bliżej artystę Curta Clemensa, który znalazł się w tym szpitalu z powodu problemów nerwowo-alkoholowych. Oboje wiele godzin spędzali razem. Clemens oceniał bardzo wysoko dorobek artystyczny Sigrid. Jej stan tymczasem pogarszał się. Miewała napady szału, podczas których rzucała się na personel szpitala. To prawdopodobnie było powodem, iż zdecydowano się poddać ją zabiegowi lobotomii. Operację wykonano 10 marca 1948 roku. Ryzykowna operacja okazała się nieudana i Sigrid Hjertén, nie odzyskawszy już przytomności, zmarła 24 marca o godz. 0:20.. Została pochowana na cmentarzu Skogsö Kyrkogård w Saltsjöbaden.
Syn Sigrid Hjertén tak podsumował jej życie i twórczość:

Wizja w malarstwie mojej matki sięga swoimi korzeniami czegoś głębokiego w jej wnętrzu, [czegoś] co jest o wiele intymniej splecione z jej jestestwem, niż się to wydaje. Albowiem to życie w odosobnieniu, na wpół dobrowolnym, na wpół przymusowym, na które została skazana, zarówno ze względu na męża jak i z uwagi na stopniowe pogarszanie się zdrowia psychicznego, sprawiało, że coraz bardziej zamykała się w sobie, choć na początku była osobą tak wesołą i towarzyską, tak otwartą na życie.

Po śmierci Sigrid Hjertén związek Riksförbundet för bildande konst zorganizował w 1949 roku pamiątkową wystawę jej dzieł w Nationalmuseum, prezentowaną w następnych latach w innych szwedzkich miastach jako wystawa objazdowa.

## Twórczość

### Lata 1910–1920: okres szwedzki

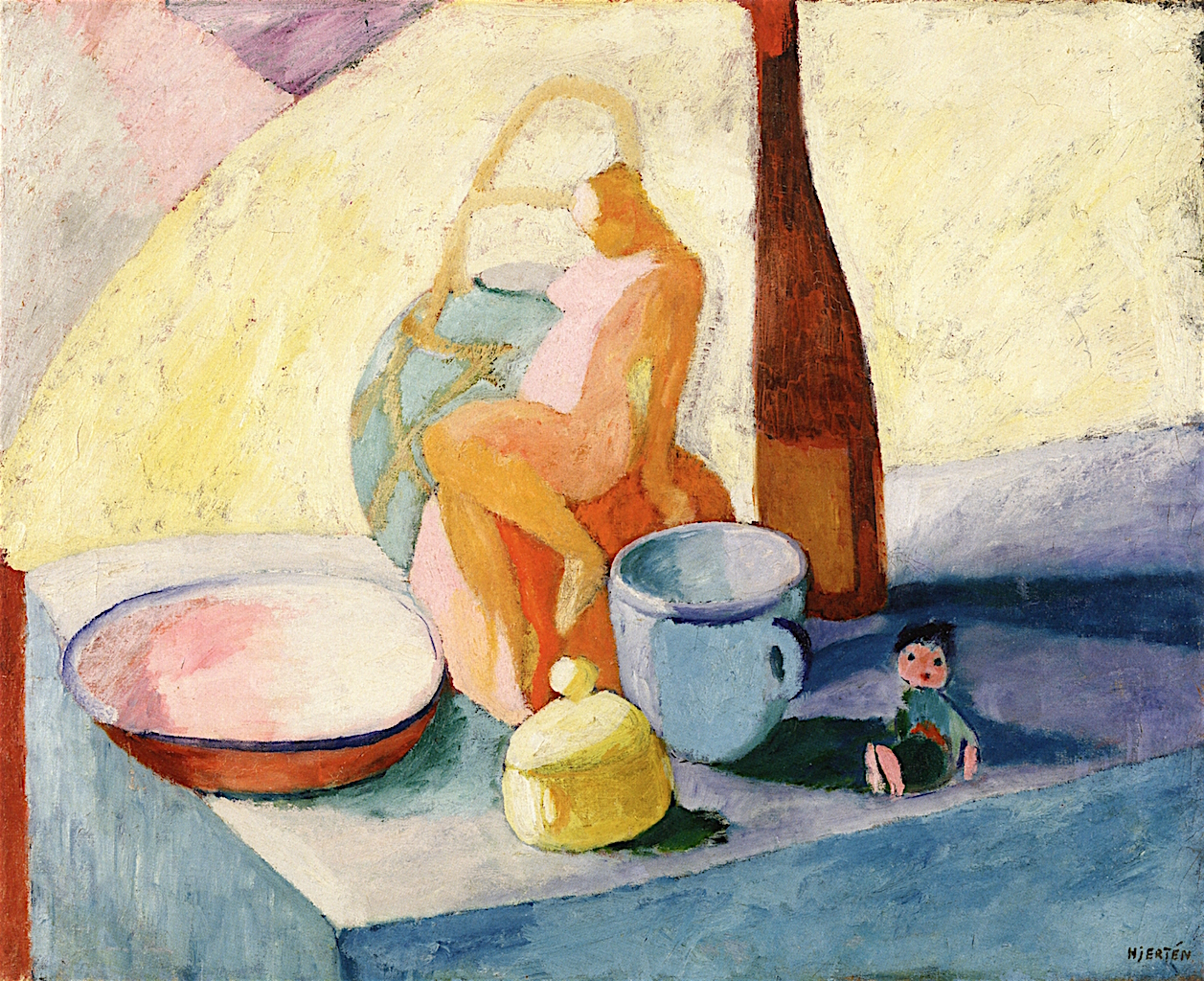
Stilleben med flask, skulptur och liten docka, 1910, kolekcja prywatna

Kiedy w 1909 roku Sigrid Hjertén wstąpiła do Académie Matisse, miała już wykształcenie w zakresie projektowania gobelinów; w Akademii zdobyła wiedzę w zakresie malarstwa i estetyki. Pierwszymi jej obrazami były martwe natury, namalowane pod silnym wpływem Cézanne’a, widocznym zarówno w doborze tematu (dzban i owoce) jak i kolorystyki (jasne, jaskrawe barwy). Wcześnie wprowadziła do swej twórczości akty.
Początkowy okres twórczości Sigrid Hjertén można określić jako szwedzki odpowiednik twórczości Matisse’a, zaś późniejszy – jako szwedzki odpowiednik twórczości van Gogha. Artystka jednak wcześnie wykształciła samodzielny język malarski. W porównaniu do innych szwedzkich uczniów Matisse’a (w tym jej męża) jej twórczość jawi się jako być może najbardziej osobista i nacechowana szczególnym piętnem. Jej obrazy z lat 1910–1920 to gra linii: rytmiczna lekkość z barwnymi kontrastującymi ze sobą płaszczyznami.
Tym, co fascynowało Sigrid Hjertén od początku, był kolor; jako wyrafinowana kolorystka, świadomie przeciwstawiała w swych dziełach barwy zimne ciepłym. Jest to widoczne już w jej najwcześniejszych dziełach. Artystka tak wyjaśniała swoje artystyczne credo:

Rysunek i kolor nigdy nie są od siebie wyraźnie oddzielone, w tym samym stopniu co człowiek maluje, to również rysuje; im większą harmonię osiąga kolor, tym dokładniejszy jest rysunek. Kiedy kolory osiągają szczyty bogactwa, forma osiąga swą pełnię. Kontrasty i współgranie między odcieniami – oto tajemnica rysunku i formy.

Ten punkt widzenia z pewnością podzielał jej mąż i wielu innych kolegów-ekspresjonistów.

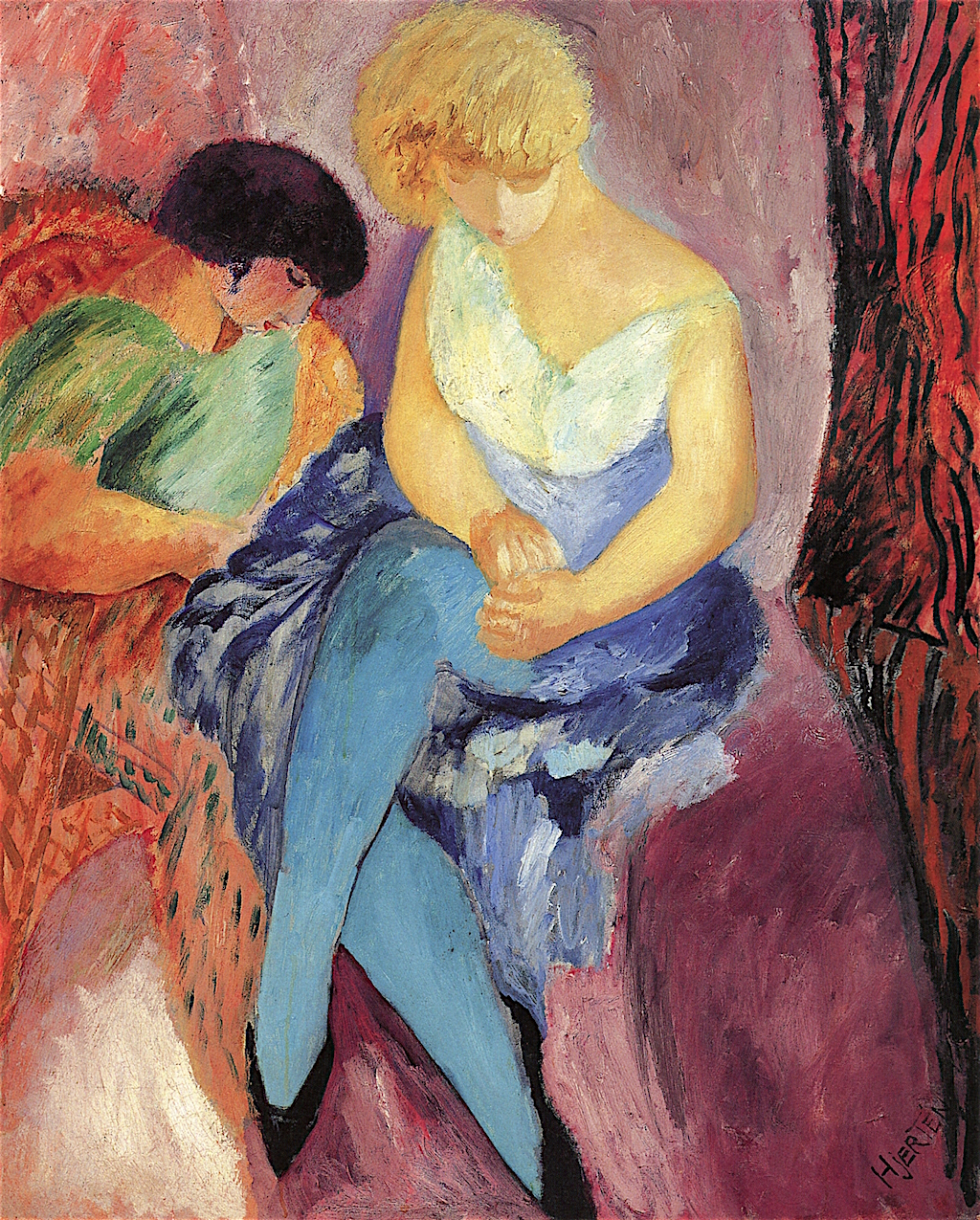
Brunetten och blondinen, 1912, Sundsvalls museum

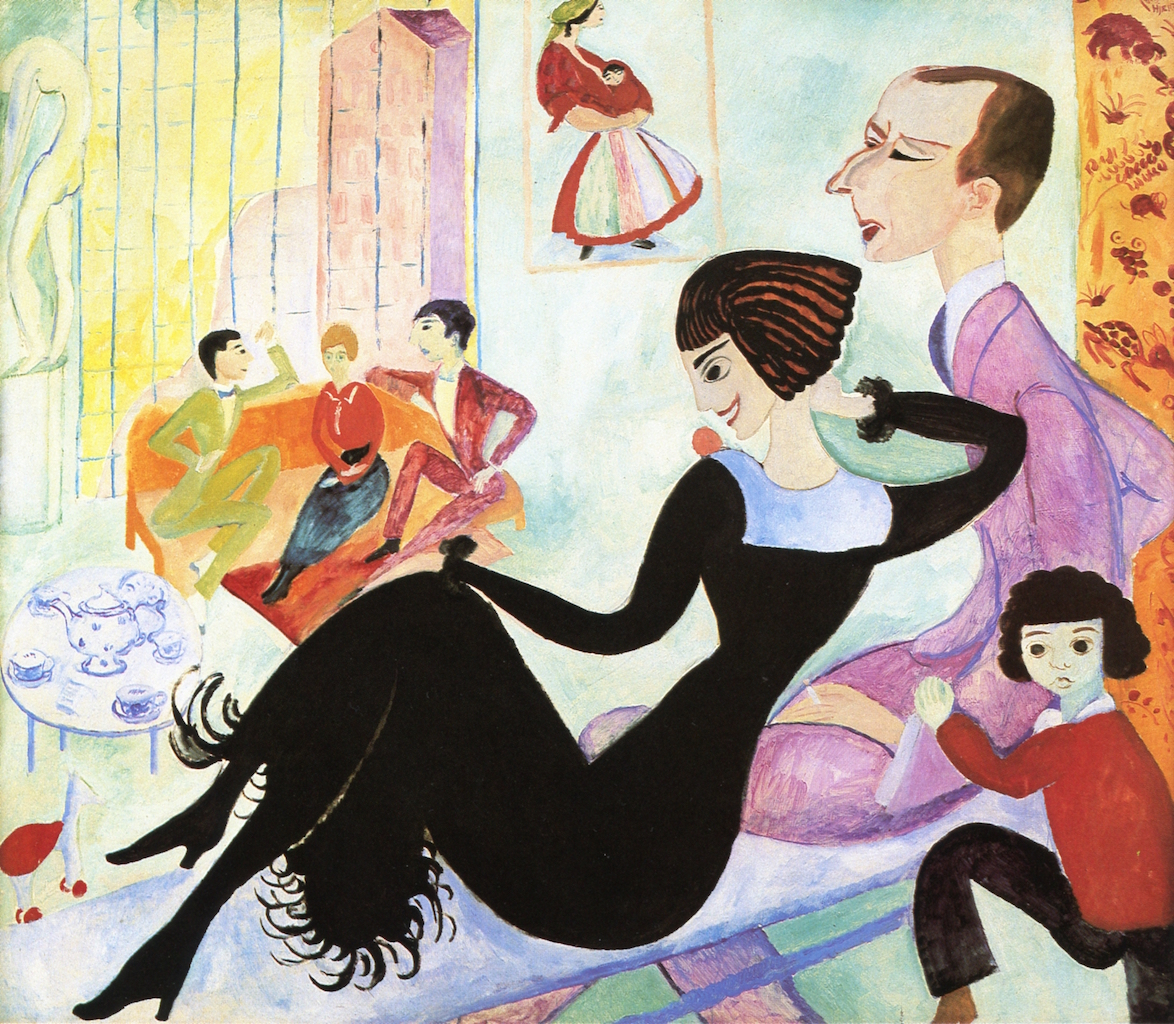
Ateljéinteriör, 1916, Moderna Museet

Ta filozofia twórcza jest widoczna już w jednym z jej najwcześniejszych obrazów Brunetten och blondinen (pol. Brunetka i blondynka) (1912, olej na płótnie, 100×81 cm, Sundsvalls museum). Obraz namalowany pod wpływem Cézanne’a. Artystka mocno operuje kontrastem zarówno jeśli chodzi o formę, jak i o kolor: zielony strój brunetki kontrastuje z błękitnym ubiorem blondynki: obie kobiety są pochłonięte swymi ubiorami i chociaż połączone w kompozycji to zarazem wydają się być pozbawione wzajemnego kontaktu, sprawiają wrażenie jakby odsuwały się od siebie. Jedynym elementem łączącym je jest tło.
Głównym tematem u Sigrid Hjertén jest człowiek, a malowane przez nią grupy postaci fascynują swą zagadkowością. Często głównym bohaterem jej obrazów jest para kobiet. Widoczne to jest zwłaszcza w jednym z najsłynniejszych jej obrazów, Ateljéinteriör (pol. Wnętrze atelier) (1916, olej na płótnie, 176×203 cm, Moderna Museet), gdzie przedstawiona jest rozmowa grupy osób przy popołudniowej herbatce w pracowni artystycznej. W oddali siedzą malarz Einar Jolin i Sigrid Hjertén z mężem. Pierwszy plan jest zdominowany przez postać kobiety w czarnej sukni, pochylonej w kierunku malarza Nilsa Dardela. Z boku podchodzi syn malarki, Iván, żeby dołączyć do uczestników biesiady. Fascynujący jest kontrast między obiema kobietami. Ubrana w zwykłą suknię Sigrid siedzi, jakby nieobecna, pomiędzy mężczyznami rozmawiającymi ponad jej głową. Kobieta na pierwszym planie, elegancka i bezpruderyjna, jest jej przeciwieństwem. Anna Lena Linberg analizując twórczość Sigrid Hjertén w 1981 roku wyraziła przypuszczenie, iż ubrana na czarno kobieta mogłaby być alter ego malarki.

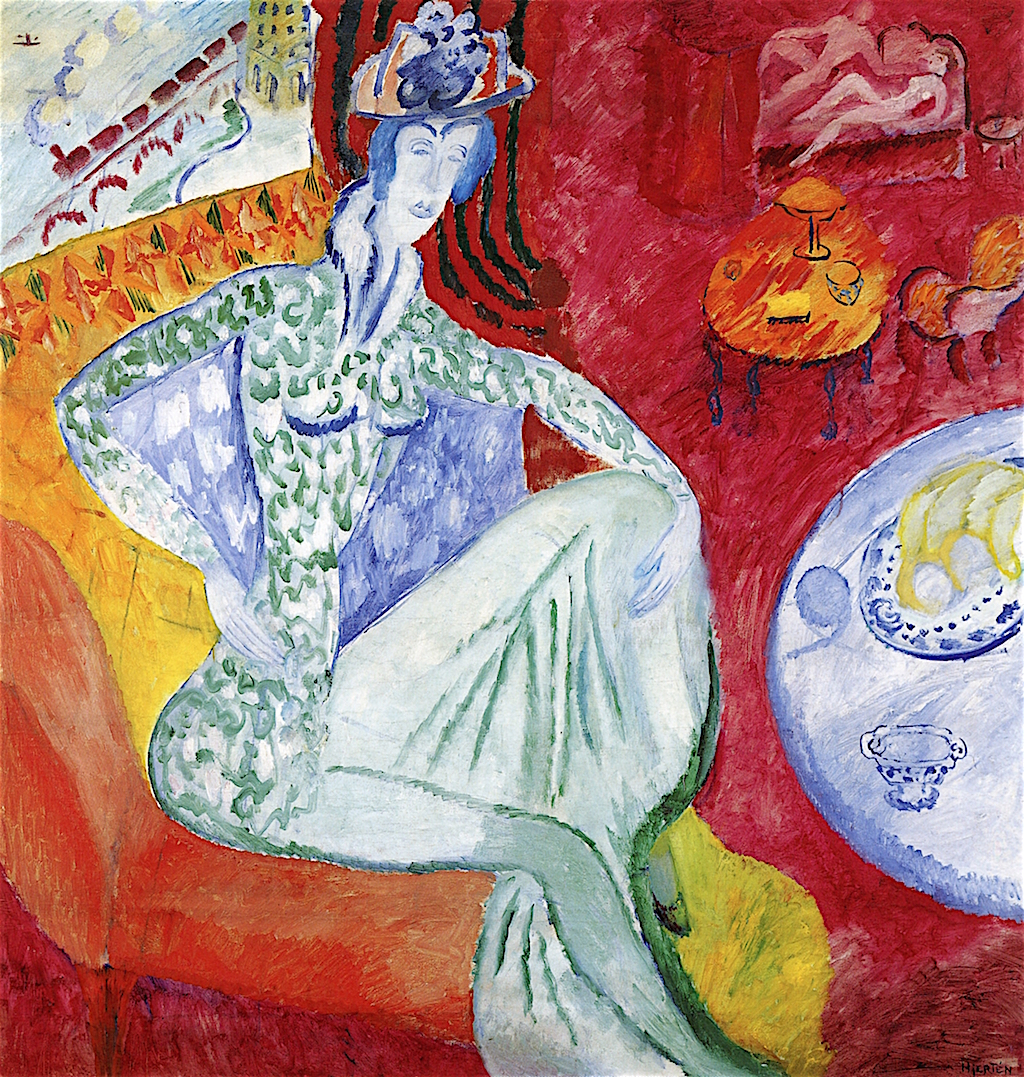
Kvinna i röd interiör, 1915, kolekcja prywatna

Jeden z kolegów Sigrid Hjertén i autor książki o niej, Carl Palme tak ją wtedy scharakteryzował:

Była ona typową Szwedką w swej nieustraszoności. (...) Elegancka i błyskotliwa, jeśli chodzi o sposób wyrażania się, zarówno na piśmie, jak i w rozmowie.

Obraz Kvinna i röd interjör (pol. Kobieta w czerwonym wnętrzu) (1916, olej na płótnie, 159×151 cm) to autoportret artystki. Nawiązuje do Ateljéinteriör – ten sam intensywnie czerwony pokój, znajomy stolik z zastawą do herbaty i sofa, na której siedzieli rozmawiający mężczyźni. Wysoka i szczupła postać Hjertén jest elegancka, ubrana w zieloną, przechodzącą w błękit suknię. Za nią rozciąga się widok na Stadsgården z maleńkim pociągiem parowym. Wpadające światło tworzy żółtą poświatę i nadaje gamę odcieni od cieplejszego oranżu do chłodniejszej zieleni. W głębi rozgrzanego od czerwieni pokoju widać w łóżku nagą, kochającą się parę. I tu znakomity dramatyzm obrazu jest zbudowany na kontraście między chłodną, niemal zimną aparycją artystki, podkreśloną dodatkowo przez nakryty błękitnym obrusem stolik do herbaty a czerwienią buduaru. Sigrid Hjertén udało się wyrazić emocje między jednostką a jej otoczeniem, współczesny niepokój i niezadowolenie. Ekspresja, intensywność i niespokojne, zygzakowate gesty na jej obrazach przywodzą na myśl niemiecki ekspresjonizm. Niewiele tu już pozostało z Matisse’a, może tylko jednolicie czerwony pokój.
Jeśli chodzi o malarstwo pejzażowe artystki, motywem jej obrazów stał się tętniący życiem Sztokholm, w tym Slussen z jego ożywionymi nabrzeżami, przepływającymi łodziami, ruchem ulicznym i tłumami spieszących się ludzi, oznaką współczesnego życia. Namalowany wówczas obraz, Utsikt från Slussen (Widok ze Slussen) może być uważany za punkt kulminacyjny jej okresu ekspresjonistycznego. Przedstawia on widok z atelier artystki przy Katarinavägen w kierunku kościoła na Riddarholmen i nieukończonego jeszcze ratusza.

### Lata 1920–1931: okres francuski

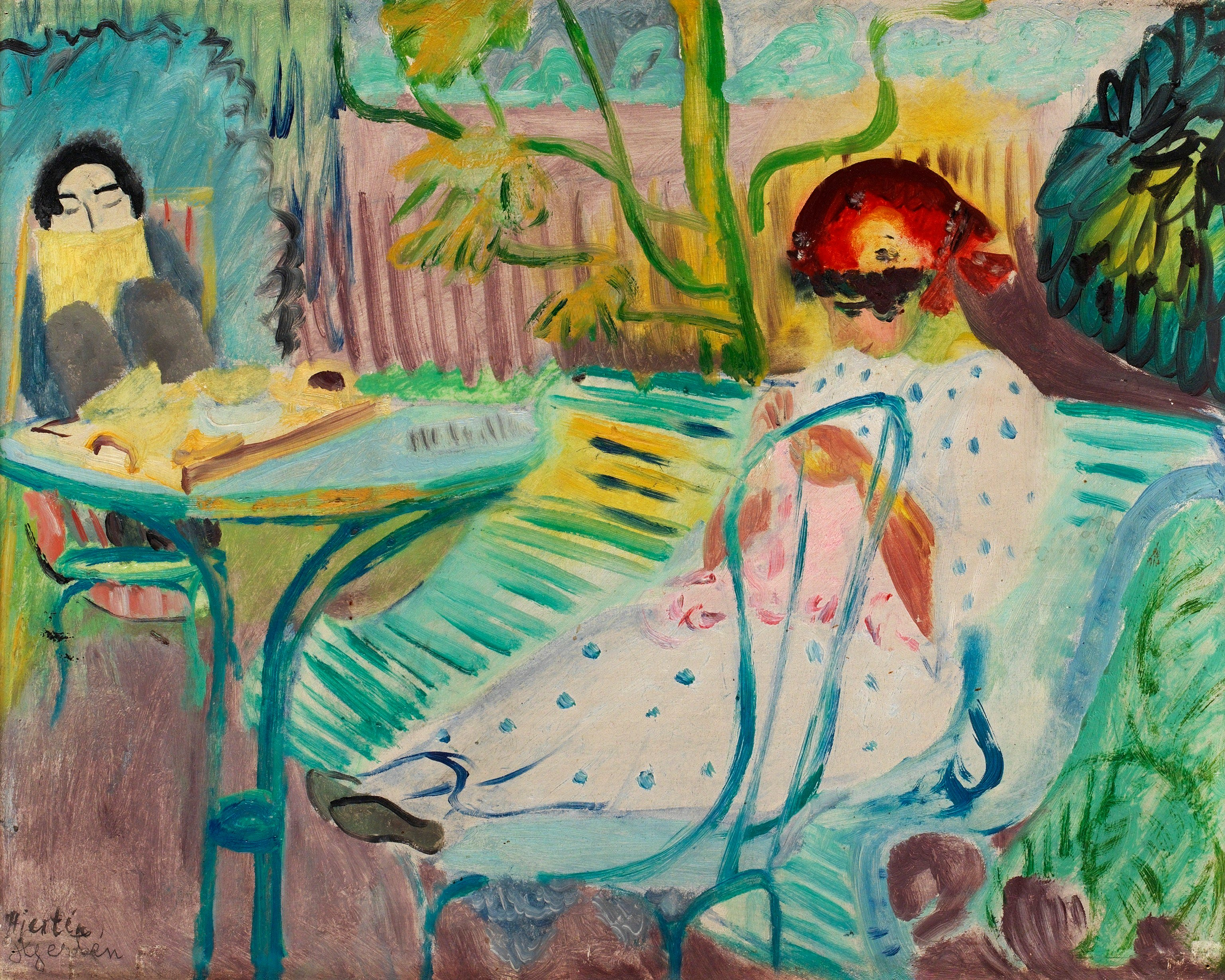
Jardin nr II, 1920, kolekcja prywatna

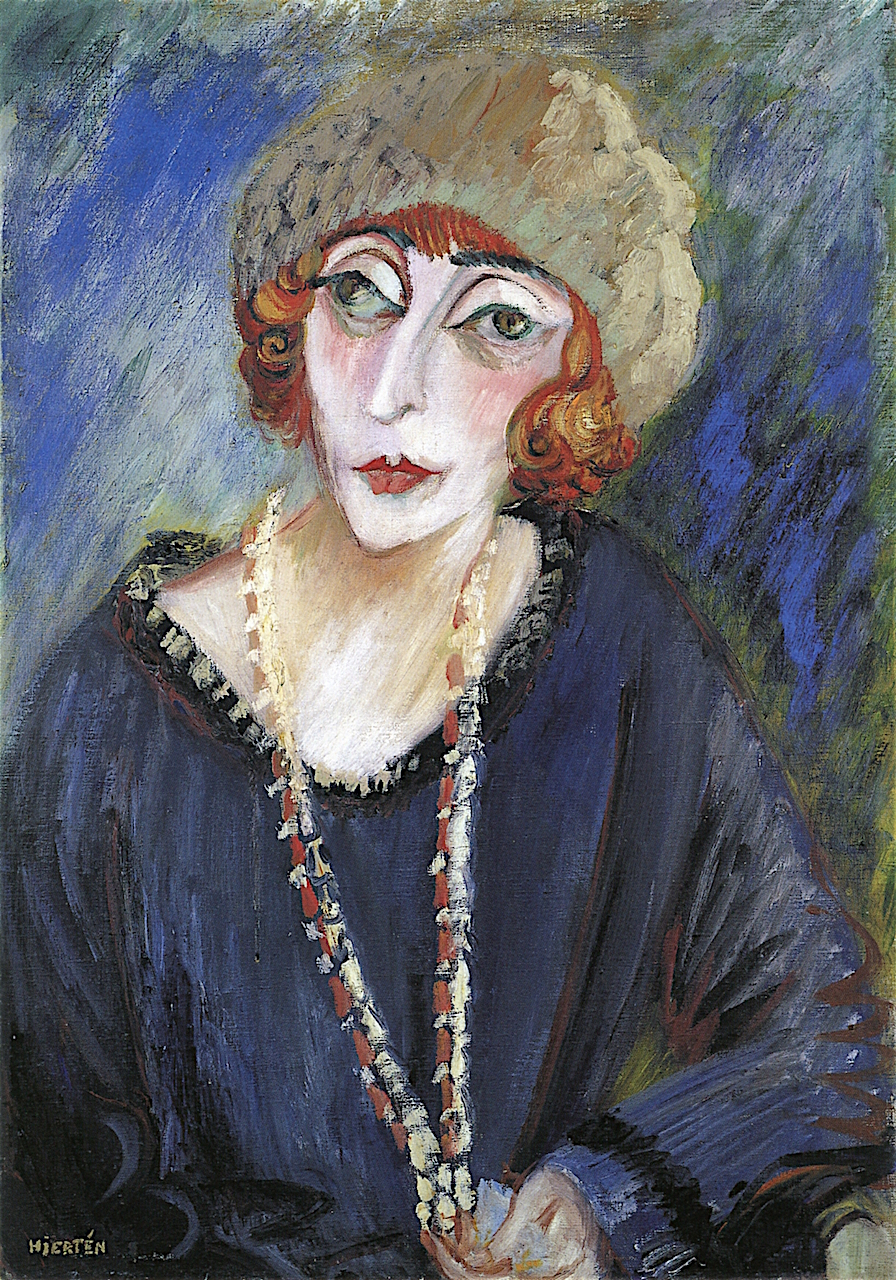
Hermine David, 1922, kolekcja prywatna

W latach 20., podczas pobytu we Francji, Sigrid Hjertén rozwinęła swój barwny ekspresjonizm. Zbliżyła się, z różnych stron, do pogłębionego rozumienia rzeczywistości czyniąc kolory w coraz większym stopniu instrumentem wyrażania swych duchowych napięć i przeżyć. W takim obrazie jak portret Hermine David ekspresyjne potraktowanie formy i barwy posłużyło nadaniu obrazowi niepokojącej, pełnej dysonansów, osobistej interpretacji, odbiegającej od wdzięcznej, kompozycyjnej rytmiki z wcześniejszych lat. W innych obrazach widoczną rolę odgrywało zainteresowanie plastyczną formą (Negerkock, 1925), by w takiej kompozycji jak Harlequin (1928) osiągnąć, niezwykłe jak na jej sztukę, stopniowanie surowego, chłodno wyważonego zobrazowania formy. Dominujące w jej malarstwie tego okresu stały się jednak spontaniczne impresje oparte na obserwacji natury.
Podróżując po Francji Sigrid Hjertén zatrzymywała się na prowincji, fascynując się nieskażoną naturą i mocno świecącym, południowym słońcem, a zwłaszcza jego wiosennymi wschodami. Do dzieł powstałych w tym okresie należy Obraz Fiskare på Marne (pol. Rybacy znad Marne), (1929, olej na płótnie, 100×73 cm). Namalowany on został z użyciem palety ciepłych, kwiecistych barw. Artystka uchwyciła naturę, kiedy ta mieni się wszystkimi barwami tęczy, gdy jest tak bogata, że ogarnia i pochłania wszystko wokół. Rybacy wydają się być podporządkowani naturze. Pomyłka co do pory roku jest wykluczona – wskazuje na nią kwitnące drzewo owocowe i ciepła żółcień, która lśni ponad zieloną roślinnością, rozprzestrzeniając promienny blask, przypominający aurę z jej różnymi uduchowionymi „ciałami”.

### Lata 30.: okres choroby

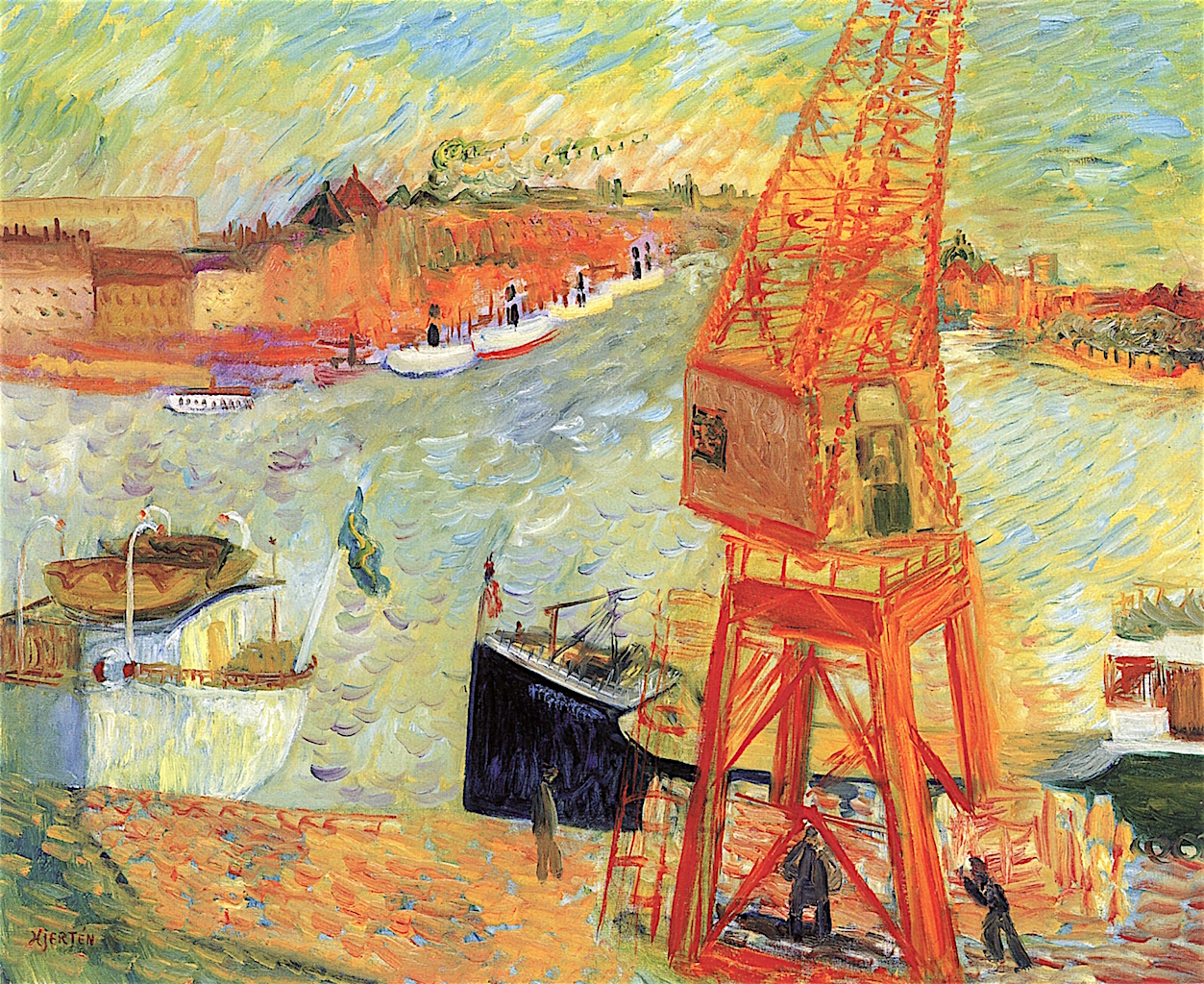
Sol över hamnen, 1934, Svenska Handelsbanken

W 1934 roku artystka powróciła na chwilę do swego atelier przy Katarinavägen. Jej wcześniejsze widoki Sztokholmu zainspirowały ją do stworzenia kilku nowych kompozycji. Tym razem głównym motywem jej obrazów stały się sylwetki dźwigów, przedstawione na pierwszym planie w czerwonych tonacjach niczym groźne wieże (Den stora röda lyftkranen, Gråväder, Lastångare i Stadsgården).

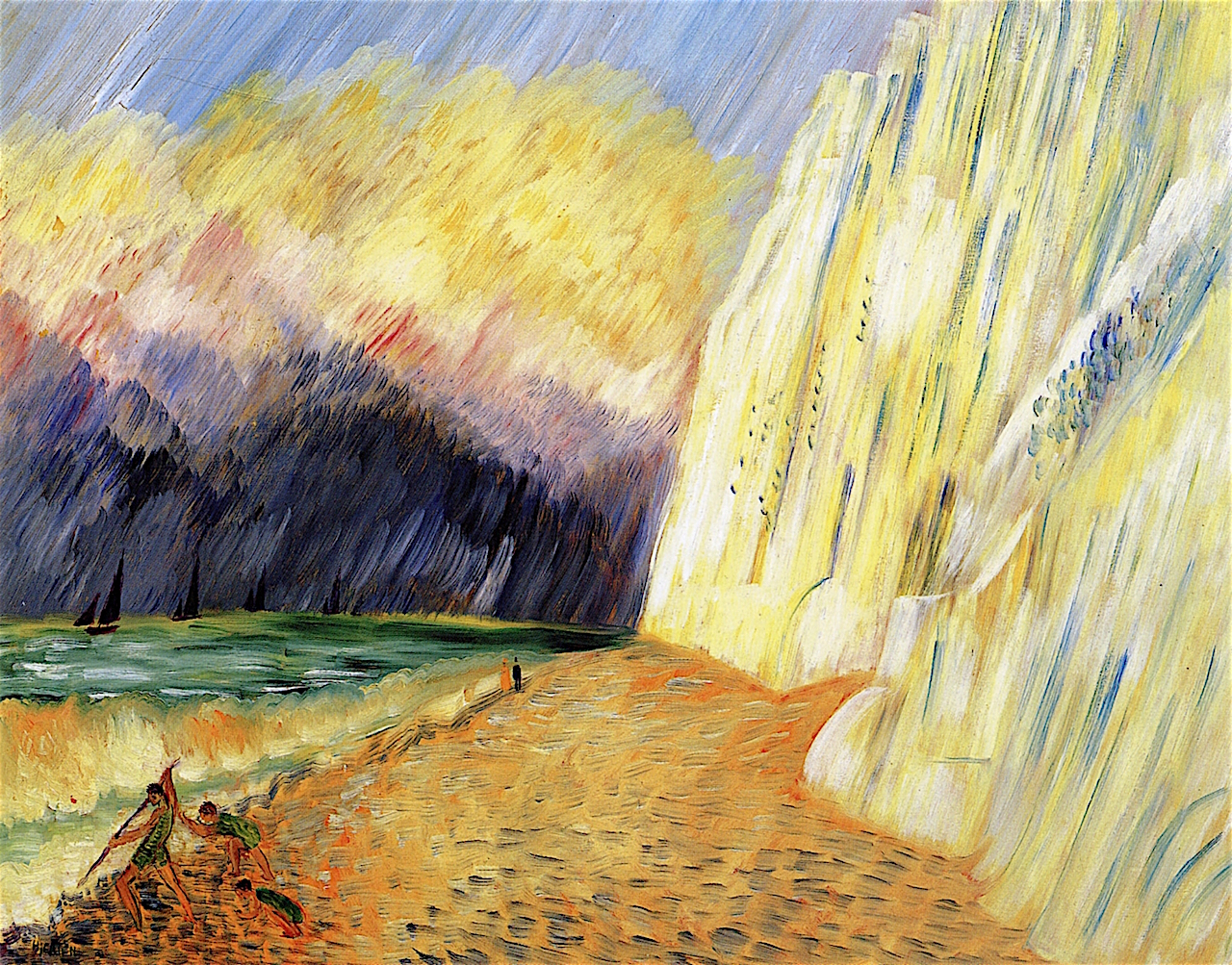
Kritklippor, 1935, kolekcja prywatna

Jednym z dzieł wspomnieniowych, powstałych już po powrocie Sigrid Hjertén z Sycylii w 1935 roku jest obraz Falaiserna, znany też jako Kritklippor, Kritklippor i Normandie. Tym razem motywem były duże skały kredowe w Normandii, w miejscowości Saint-Aubin-sur-Mer. Sigrid czerpała z motywu, który już raz na malowała – w roku 1921 (Kalkstensklippan i St. Aubin). O ile pierwsza praca to dzieło stosunkowo spokojne i naturalistyczne, przedstawiające wysokie, jasne skały kredowe, wystające z morza, to drugi obraz ma wyraźnie intensywniejsze barwy i jest bardziej dramatyczny w wyrazie – przedstawia nadciągającą nawałnicę. Plaża jest intensywnie pomarańczowa, a różowe chmury spowijają burzowe, modre niebo. Powietrze stoi nieruchomo przed gwałtowną zmianą pogody. Kompozycja sprawia wrażenie halucynacji: dwie maleńkie sylwetki ludzkie pomiędzy wzburzonym morzem z małymi, czarnymi sylwetkami żaglówek na horyzoncie, a groźnym niebem. Artystka dała temu obrazowi również nazwę: Det molnar i Saint Aubin (Chmurzy się w Saint Aubin); namalowała również inny obraz oparty na tym samym motywie, Oväder (Burza).
Ostatnie lata aktywności twórczej Sigrid Hjertén charakteryzują obrazy, w których kaskady barw wypełniają płótna z niesłychaną intensywnością. Wewnętrzna presja stała się dla niej zbyt uciążliwa. Niepokój, napięcie nerwowe znajdowały coraz większy wyraz w ruchach jej pędzla. Postępujący rozwój choroby psychicznej w latach 30. XX wieku sprawił, że nie mogła ona już nigdy więcej powrócić do Francji. Jedyne, co jej pozostało, to wspomnienia i wizje. Niektóre z jej ówczesnych dzieł, z ich na pozór niematerialną przestrzennością, mogą w swej świetlistej ulotności przypominać rozbłysk płomienia.
W latach 30. Sigrid Hjertén stworzyła swe najbardziej osobiste dzieła, w których forma już nie była tak wyraziście ekspresyjna, ale stała się wizualnie miękka i rozmarzona, gdzie kolory lśniły niczym strugi wzburzonego, mieniącego się potoku, zmieniającego się w kaskadę, skrapiającego płótno niczym wodotrysk. Silne napięcia wewnętrzne artystki i jej jedyna w swoim rodzaju wibrująca wrażliwość znalazły właśnie teraz swój wyraz. Dzięki nadzwyczajnej, wizjonerskiej świeżości ekspresjonizm w jej wykonaniu przeobraził się w impresjonizm, zanim świat jej wewnętrznych marzeń nie został oddzielony od świata zewnętrznego delikatną, lecz nieprzeniknioną kratą. Technika, którą Sigrid Hjertén posługiwała się wówczas przy malowaniu swoich obrazów, może być najbardziej porównana z techniką van Gogha. Artystka pracowała bardzo intensywnie, wykorzystując często motywy ze swych wcześniejszych prac – szkiców, akwarel i gwaszy, stworzonych w latach 20. we Francji, a obecnie przetwarzanych w niezwykle wyraziste obrazy olejne. Kolory jej płócien stawały się coraz bardziej transparentne, a w jej palecie pojawiła się „zimna żółcień”. Ludzie poznikali z obrazów, które zaczęły być coraz bardziej monotonne, aż ostatecznie się rozpłynęły.

### Inspiracje literackie
Literatura to, oprócz malarstwa, największe źródło inspiracji Sigrid Hjertén. Czytała periodyk Vers et prose Paula Forta. Odważyła się nawet napisać do jego wydawcy, malarza Émile’a Bernarda z zapytaniem, czy może przetłumaczyć kilka poematów Forta na szwedzki (Odpowiedź, jaką otrzymała, była twierdząca). Przyjaźniła się z poetą Maxem Jacobem, który, podobnie jak jej mąż, był pochodzenia żydowskiego. Przez cale życie Sigrid Hjertén pisała listy, ale również zaawansowaną prozę i poematy. Wśród swoich ulubionych pisarzy wymieniała Marcela Prousta, Charles’a Baudelaire’a, Stéphane’a Mallarmé i Alfreda de Musseta. W przeciwieństwie do większości swych rodaków władała językiem francuskim (nauczyła się go w szkole). Hotel, w którym mieszkała, znajdował się w centrum Montparnasse. Sigrid Hjertén chodziła do kawiarni Closerie des lilas, która była głównym miejscem intelektualnych spotkań – w każdy wtorek organizowano w niej wieczory literackie. W kawiarni bywali Paul Fort, Guillaume Apollinaire, Max Jacob i André Salmon, którzy dzielili się informacjami o sztuce nowoczesnej.

### Znaczenie Sigrid Hjertén w sztuce szwedzkiej
Sigrid Hjertén jest jedną z czołowych postaci szwedzkiego modernizmu. W ciągu swego życia uczestniczyła w 115 wystawach, z których większość stanowiły wystawy zbiorowe oraz wystawy wspólnie z mężem. Wielki przełom, jeśli chodzi o jej pozycję w sztuce szwedzkiej dokonał się w efekcie wystaw jej prac w Göteborgs Konsthall w 1935 roku i w Konstakademien w Sztokholmie rok później. Na początku jej kariery bardziej ceniono dorobek jej męża. Na przeszkodzie wcześniejszemu uznaniu jej sztuki stanął fakt, iż małżonkowie przez większość okresu 1920–1932 żyli oddzielnie, a po 1934 roku artystka zachorowała.
Sztuka Sigrid Hjertén była rezultatem jej osobistego procesu rozwojowego. Jej malarstwo, w którego późniejszej fazie dostrzec można wpływ choroby, nie przypomina niczego podobnego z czasów, w których żyła; wielu określało jej obrazy jako zwodniczą poezję barw. W 1964 odbyła się retrospektywna wystawa prac Sigrid Hjertén, zorganizowana przez Moderna Museet w Sztokholmie. Określono ją wtedy jako pionierkę nowoczesnego malarstwa. Począwszy od lat 80. XX wieku wkład Sigrid Hjertén w rozwój sztuki szwedzkiej stawał się coraz bardziej widoczny. Zainteresowanie jej sztuką wzrosło zwłaszcza po zorganizowaniu przez Katarinę Borgh Bertorp wystawy jej prac w Sundsvalls museum, pokazanej następnie w Sztokholmie, Helsingborgu i Göteborgu. Wystawom tym towarzyszył bogaty katalog obrazów i monografia artystki. Jej dzieła zaprezentowano następnie w Danii, Francji i Niemczech. Porównywano przy tym często jej sztukę ze sztuką jej męża oraz ich artystyczne osobowosci, konstatując iż oboje zajęli swoje miejsce w historii sztuki szwedzkiej. Dorobek Sigrid Hjertén w kontekście europejskim zaprezentowano na wystawach zbiorowych: Inspiration Matisse w Prins Eugens Waldemarsudde (2014/2015) oraz Sturm-Frauen: Kunstlerinnen der Avantgarde in Berlin 1910–1932 w Schirn Kunsthalle Frankfurt we Frankfurcie nad Menem (30 października 2015–7 lutego 2016), gdzie jej prace znalazły się wśród prac 17 innych artystek: Vjery Biller, Marcelle Cahn, Sonii Delaunay, Marthe Donas, Alexandry Ekster, Natalii Gonczarowej, Helene Grünhoff, Jacoby van Heemskerck, Emmy Klinker, Magdy Langenstraß-Uhlig, Else Lasker-Schüler, Gabriele Münter, Hilli von Rebay, Lavinii Schulz, Marii Uhden, Nell Walden i Marianne von Werefkin.
Dziś Sigrid Hjertén należy w swoim kraju do najbardziej lubianych artystek – mistrzyń koloru.

### Lista obrazów Sigrid Hjertén
Sigrid Hjertén w ciągu swojego niezbyt długiego życia artystycznego stworzyła kilka tysięcy dzieł: rysunków, szkiców, akwarel i obrazów. Spośród nich ok. 200 obrazów uważanych jest za dzieła wybitne. Poniższe zestawienie obejmuje najważniejsze obrazy namalowane przez artystkę w latach 1910–1938. O ile nie zaznaczono inaczej, obrazy znajdują się w kolekcjach prywatnych:

#### Lata 1910–1919
- Kvinnlig modell (1910, 55×47 cm, Moderna Museet, Sztokholm)
- Stilleben med flask, skulptur och liten docka (1910, 59×73 cm)
- Isaac med pipa (1911, 46×38 cm)
- Lustgarten/Adam och Eva (1911, gobelin, 360×220, Sveriges Radio)
- Självporträtt (1912, 116×89 cm)
- Brunetten och blondinen (1912, 100×81 cm, Sundsvalls museum)
- Från Påslundet (1912, 44×37 cm)
- Isaac i artilleriuniform (1912, 200×91 cm)
- Från Kornhamnstorg (1912, 81×65 cm, Malmö konstmuseum)
- Utsikt över Kornhamnstorg (1912, 54×44 cm, Skövde konstmuseum)
- Den blå skutan (1912, 55×46 cm)
- Konserten (1913, 100×69 cm)
- Fläderbusken (1913, 34×28 cm)
- Dora och Iván i Gränna (1913, 100×81 cm)
- Två förslag till muralmålningar för vigselrummet i Stockholms rådhus (1913, 99×119 cm; 99×116 cm, Skissernas museum, Lund)
- Båtbryggan (1914, 88×115 cm)
- Bogserbåtar (1914, 27×35 cm)
- Hamnbild – utsikt från ateljén mot Stadsgårdskajen, Stockholm (1914, 65×55 cm)
- Promenad i rosa (1914, 44×28 cm)
- Barn (1914, 153×61 cm)
- Självporträtt (1914, 115×89 cm, Malmö konstmuseum)
- Den gröna soffan (1915, 97×69 cm)
- Skördemaskiner i Stadsgården (1915, 74×100 cm, Moderna Museet, Sztokholm)
- Kajen (1915, 82×99 cm)
- Iván i fåtöljen (1915, 81×100 cm)
- Iván inför utsikten (1915, 58×42 cm)
- Teatern (1915, 158×150 cm)
- Lucy/Fru med päls och röd hatt (1915, 116×90 cm)
- Jeftas dotter (1915, 87×115 cm, Svenska Cellulosa Aktiebolaget)
- Den blå balkongen (1915, 116×89 cm)
- Kvinna i röd interiör (1915, 159×151 cm)
- Mardrömmen (1915, 116×90 cm)
- Dekorativt stilleben/Gosse vid blomsterbord (1916, 100×73 cm)
- Maskeraden (1916, 205×174 cm)
- Tre profiler (1916, 54×65 cm)
- Putte med ballongen (1916, 55×46 cm)
- Ateljéinteriör (1916, 176×204 cm, Moderna Museet, Sztokholm)
- Gosse med leksaksbåt (1916, 65×54 cm)
- Zigenarkvinnan (1916, 101×81 cm)
- Den röda rullgardinen (1916, 116×89 cm, Moderna Museet, Sztokholm)
- Cyklamen, tulpaner och kallor (1917, 100×81 cm, Göteborgs konstmuseum)
- Den svarta kängan (1917, 81×100 cm)
- Läsande flicka (1917, 22×32 cm)
- Badande med gult parasoll (1917, 33×22 cm)
- Stranden (1917, 38 × 46 cm), Göteborgs konstmuseum)
- Den lille sjuklingen (1917, 48×54 cm)
- Konvalescenter (1917, 41×33 cm)
- Den blå skottkärran (1917, 33×41 cm)
- Badscen (1918, 90×117 cm)
- Iván med leksakshäst (1918, 100×81 cm)
- Interiör/Testunden (1918, 152×160 cm)
- Leander Engström (1918, 128×85 cm, Norrköpings konstmuseum)
- Isaac Grünewald (1918, 130×85 cm)
- Elsa (1918, 81×65 cm)
- Iván med snöbollsmössan (1918, 130×85 cm)
- Komposition med pojkar och zingerska (1918, 152×160 cm)
- Dekorativt huvud (1918, 46×37 cm)
- Utsikt över Slussen (1919, 108×90 cm, Moderna Museet, Sztokholm)
- Självporträtt (1919, 38×25 cm, Moderna Museet, Sztokholm)

#### Lata 1920–1931
- I trädgården (1920, 31x40 cm)
- Kalkstensklippan (1921, 38×46 cm)
- Berthe i röd hatt (1921, 41×32 cm)
- På terrassen (1922, 38×46 cm)
- Berthe stoppar strumpor (1922, 92×74 cm)
- Den osynliga gästen (1922, 100×82 cm)
- Hermine David (1922, 74×52 cm)
- Nature morte med japansk figur (1922, 41×32 cm)
- Klostret (1922, 81×66 cm, Göteborgs konstmuseum)
- Läxläsning (1923, 32×41 cm)
- Det turkiska draperiet (1923, 38×25 cm)
- Blondinen på terrassen (1923, 100×81 cm)
- 14 Juli (1924, 81×116 cm)
- Kocken (1924, 80×65, Östergötlands länsmuseum)
- Leksakscirkus (1926, 38×46 cm)
- Midi (1927, 36×45 cm)
- Franska bönder (1927, 60×73 cm, Prins Eugens Waldemarsudde)
- Parisgata (1928, 65×61 cm, Moderna Museet, Sztokholm)
- Harlequin (1928, 130×85 cm)
- Fiskare vis Seine (1929, 100×73)
- Hamnen i Collioure (1929, 73×92 cm)
- Mulattskan med turbanen (1930, 41×32 cm)
- Hinduiskan (1930, 74×65 cm)
- Utsikt från ett fönster, Saint Paul (1930, 60×35 cm)
- Boulevarden (1931, 82×100, Moderna Museet, Sztokholm)
- Nature morte med kärleksgrupp (1931, 46×55 cm)
- Den blå cheminéen (1931, 46×38 cm)
- De höga murarna, Roquebrune (1931, 62×49 cm, Länsmuseet Gävleborg)

#### Lata 1933–1938
- Utanför baren, Toulon (1931-33, 50×65 cm, Moderna Museet, Sztokholm)
- Fiskebåtar i Collioure (1933, 92×73 cm)
- Sol över hamnen (1934, 80×99 cm, Svenska Handelsbanken)
- Gråväder (1934, 92×73 cm, Stockholms konstråd)
- Fönster med trähäst och blommor (1934, 73×92 cm, Malmö konstmuseum)
- Fruktträd i Bretagne (1934, 50×34 cm)
- Hotellterrassen i Grindelwald (1934, 73×92 cm)
- Badstranden (1934, 54×65 cm, Moderna Museet, Sztokholm)
- Lastångare i Stadsgården (1934, 100×75 cm)
- Sicilianskt landskap (1935, 75×95 cm)
- Den gula baddräkten (1934, 65×54 cm)
- Barillaparaden i Palermo (1935, 64×50 cm, Stockholms konstråd)
- Falaiserna/Det mulnar i Saint Aubin (1935, 74×94 cm)
- Fasantupp och julstjärna (1936, 92×73 cm)
- Stilleben med röd hummer (1937, 54×65 cm)
- Sjuksköterskan (1938, 60×40 cm)

## Główne wystawy

### Indywidualne
Lista według Concise Dictionary of Women Artists:
- 1913 – Hallins konsthandel, Sztokholm) (z Isaakiem Grünewaldem i Einarem Jolinem)
- 1913 – Stadsgårdsateljén, Sztokholm i Oslo (z Isaakiem Grünewaldem)
- 1916 – Valand Akademi, Göteborg (z Isaakiem Grünewaldem)
- 1918 – Galleri Ny Konst, Göteborg (z Nilsem Dardelem)
- 1935 – Konsthallen, Göteborg (z Isaakiem i Ivánem Grünewaldem)
- 1936 – Malmö Museum (z Isaakiem Grünewaldem)
- 1936 – Konstakademien, Sztokholm (wystawa retrospektywna)
- 1938 – Skånska Konstmuseet, Lund
- 1940 – Galerie Moderne, Sztokholm (z Ivánem Grünewaldem)

### Zbiorowe
Lista według Concise Dictionary of Women Artists:
- 1912 – De Åtta, Salon Joel, Sztokholm
- 1914 – Baltiska Utställningen, Malmö
- 1915 – Schwedische Expressionisten, Galerie der Sturm, Berlin
- 1916 – Moderne svensk kunst, Den frie udstillingsbygning, Kopenhaga
- 1917 – Föreningen Svenska konstnärinnor, Liljevalchs konsthall, Sztokholm
- 1918 – Expressionistutställningen, Liljevalchs konsthall, Sztokholm
- 1919 – Stockholm i bild, Liljevalchs konsthall, Sztokholm
- 1921 – Aprilutställningen, Liljevalchs konsthall, Sztokholm
- 1923 – Nordisk konst, Göteborg
- 1927 – Unionalen, Liljevalchs konsthall, Sztokholm
- 1941 – Barnet i konsten, Nordiska Museet, Sztokholm
- 1944 – Den unga expressionismen, Nationalmuseum, Sztokholm
- 1948 – Nordiska konstnärinnor, Liljevalchs konsthall, Sztokholm

### Pośmiertne
- 1949 – Sigrid Hjertén. Minnesutställning, Nationalmuseum, Sztokholm[59]
- 1950 – Galerie Samlaren, Sztokholm[59]
- 1958 – Sundsvalls Museum, Sundsvall[59]
- 1964 – Retrospektiv utställning, Moderna Museet, Sztokholm[59]
- 1985 – Retrospektiv vandringsutställning: Sundsvalls Museum, Sundsvall; Prins Eugens Waldemarsudde; Vikingsbergs konstmuseum, Helsingborg; Göteborgs konstmuseum[59]
- 1991 – Per Ekström Museet, Öland[59]
- 1995 – Liljevalchs konsthall, Sztokholm[59]
- 1996 – Städtische Galerie im Lenbachhaus, Monachium; Käthe-Kolwitz-Museum, Berlin[60]
- 1998 – Centre Culturel Suédois (Paryż)[59]
- 2014/2015 – Inspiration Matisse, Prins Eugens Waldemarsudde (Sztokholm)[55]
- 2015/2016 – Sturm-Frauen: Kunstlerinnen der Avantgarde in Berlin 1910–1932, Schirn Kunsthalle Frankfurt (Frankfurt nad Menem[56]

## Najdroższe obrazy

### Hamnbild – utsikt från ateljén mot Stadsgårdskajen, Stockholm

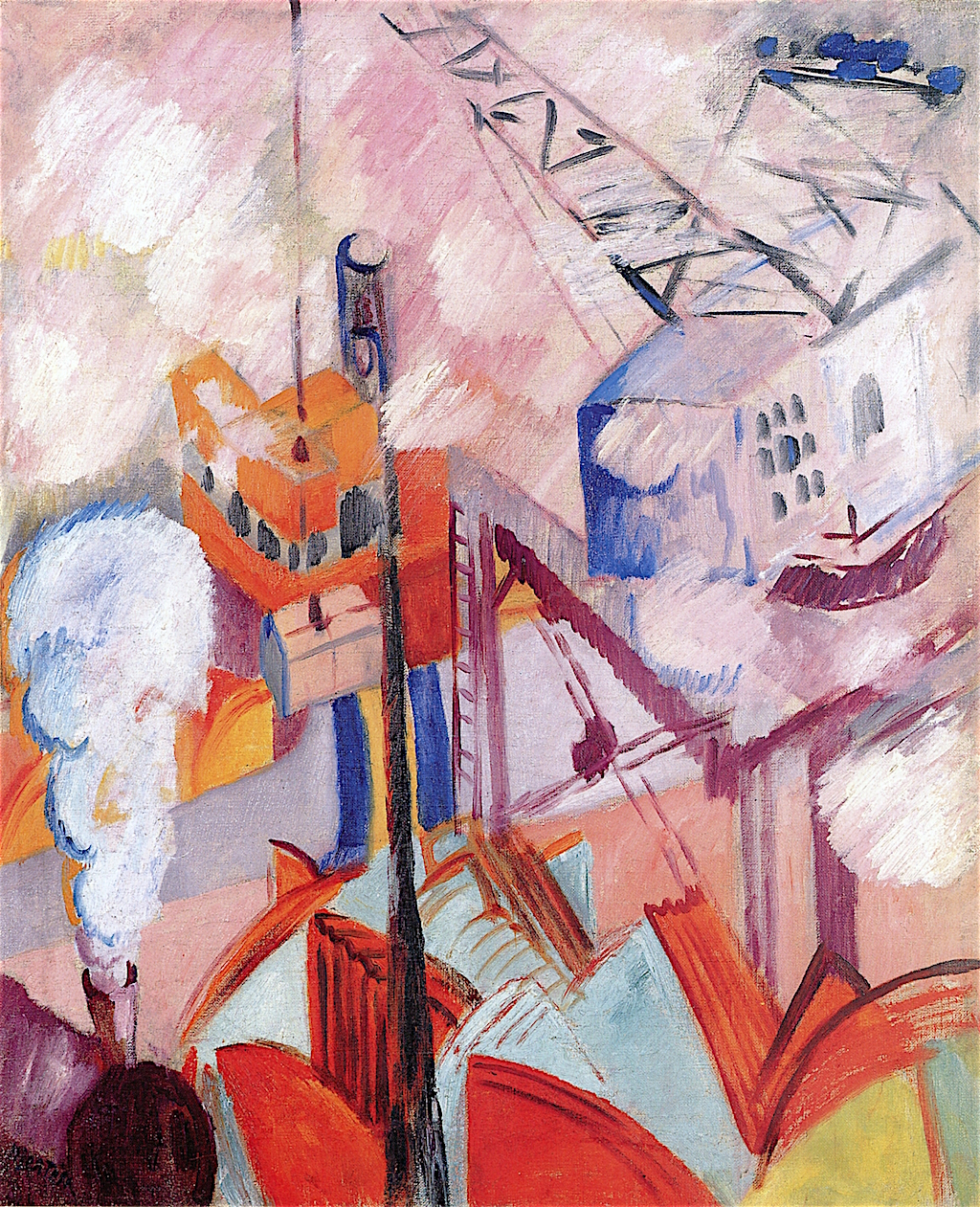
Hamnbild – utsikt från ateljén mot Stadsgårdskajen, Stockholm,1914, kolekcja prywatna

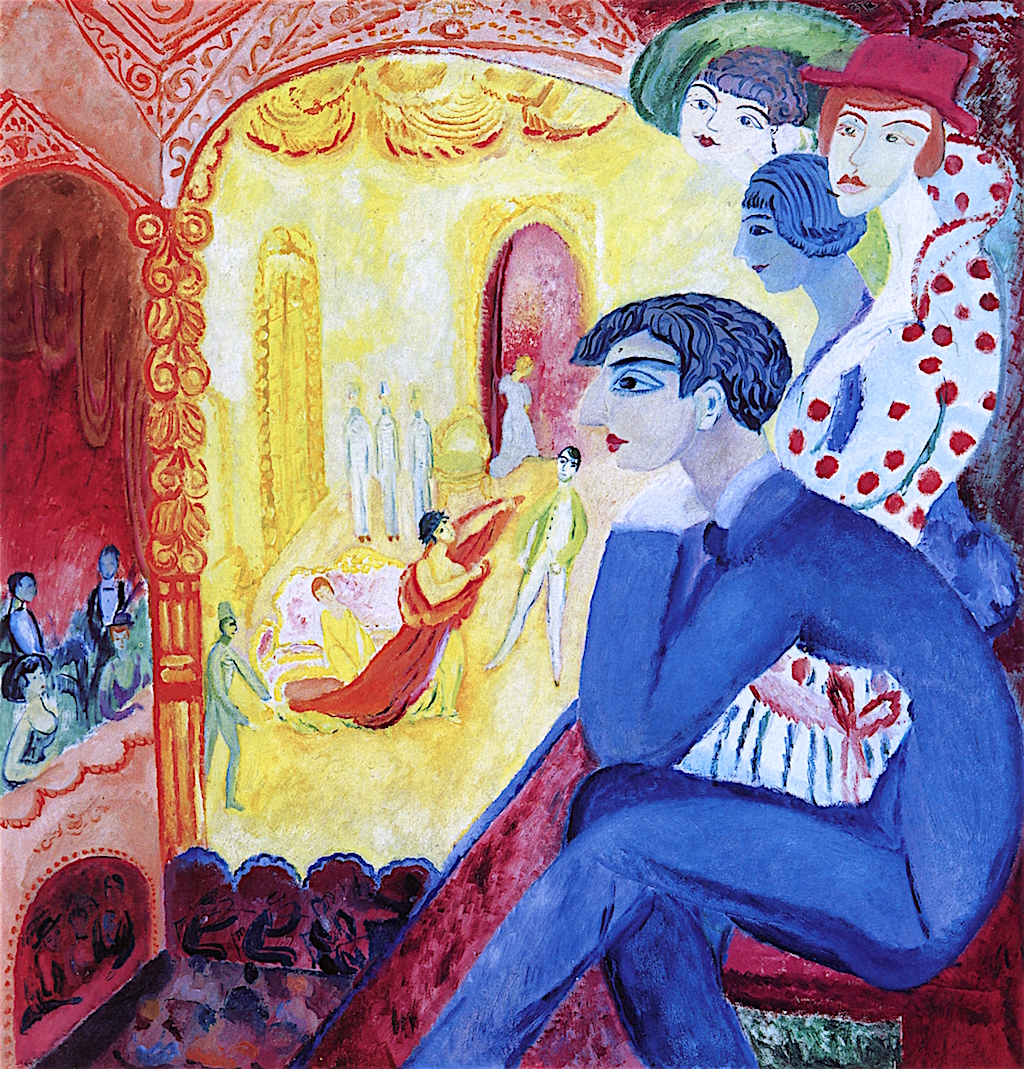
Teatern, 1915, kolekcja prywatna

28 października 2010 roku w Sztokholmie w salonie aukcyjnym Stockholms Auktionsverk obraz Hjertén, Hamnbild – utsikt från ateljén mot Stadsgårdskajen, Stockholm (1914), został sprzedany za 7,6 miliona koron stając się jej najdroższym obrazem sprzedanym w Szwecji. Barwny, dynamiczny obraz pokazuje ruchliwe życie w Stadsgårdskajen w 1914 roku. Artystka była zafascynowana życiem Sztokholmu, łodziami i żurawiami. Kilkakrotnie malowała widok ze swego studia w Stadsgården.

To wspaniałe uczucie. Ta cena to nowy rekord świata za [obraz] Sigrid Hjertén i nowy, szwedzki rekord, jeśli chodzi o artystkę.

Obraz pobił rekord cenowy ustanowiony zaledwie 2 dni wcześniej przez inny obraz Hjertén, Lastångare i Stadsgården (1934) sprzedany w Sztokholmie w salonie aukcyjnym Bukowskis za 3,7 miliona koron.

### Teatern
14 listopada 2024 roku obraz Teatern został sprzedany za 20 milionów koron szwedzkich w Domu Aukcyjnym (Auktionskammare) w Uppsali, co stanowi nowy rekord dla dzieła sztuki autorstwa szwedzkiej malarki. Obraz o wymiarach 160 x 153 cm powstał w 1915 roku. Artystka przedstawiła siebie w loży na galerii głównej widowni teatru, wraz ze swoim mężem Isaakiem Grünewaldem (na pierwszym planie) i dwiema kobietami, prawdopodobnie jego siostrami. Ostatni raz był wystawiany w Waldemarsudde w 2018 roku.

## Wybrane pisma
- Modern och österlandsk konst (Svenska Dagbladet, 24 lutego 1911)
- Paul Cézanne: Något om hans lif och verk (Svenska Dagbladet, 24 września 1911)[58]

## Filmy o Sigrid Hjertén
- 1986 Sigrid Hjertén målarinna (1885-1948), reż. Göran Gunér (film dokumentalny, krótkometrażowy, czas: 9 min.)[65]
- 2005 Sigrid & Isaac, reż. Anders Wahlgren (film fabularny, długometrażowy, czas: 76 min, premiera: 2005-12-09). Film jest poświęcony parze artystów: Sigrid Hjertén i Isaacowi Grünewaldowi; ich miłości, twórczości i walce o przeżycie w trudnych czasach. Anders Wahlgren, który napisał scenariusz filmu i wyreżyserował go, studiował najpierw przez wiele lat korespondencję prywatną obojga małżonków, zdjęcia i filmy o nich oraz artykuły w gazetach. Po trzech latach badań nakręcił film długometrażowy. Jego akcja rozpoczyna się w 1909 w Paryżu, dokąd Sigrid Hjertén i Isaac Grünewald udali się, żeby studiować nowoczesną sztukę w akademii malarskiej Henriego Matisse’a. Anders Wahlgren na podstawie tych samych materiałów dwa lata później napisał również książkę o Sigrid Hjertén i jej mężu, Sigrid Hjertén – en av Sveriges främsta konstnärer[66].